# Wang Chiu-chiang
Wang Chiu-chiang (chinês tradicional e simplificado: 王久江, pinyin: Wáng Jiǔjiāng, romanização sujuanesa: Uang Chiu-chiang; Santai, 1957), também conhecido como 王九江 (Wang Jiujiang), é um pintor sujuanês cuja obra se baseia, principalmente, em um relacionamento com e da natureza, através da reinterpretação do estilo tradicional do shanshui [en]. Ele é classificado como o artista nacional de primeira classe da China, e também é coleccionador de antiguidades.

## Carreira artística

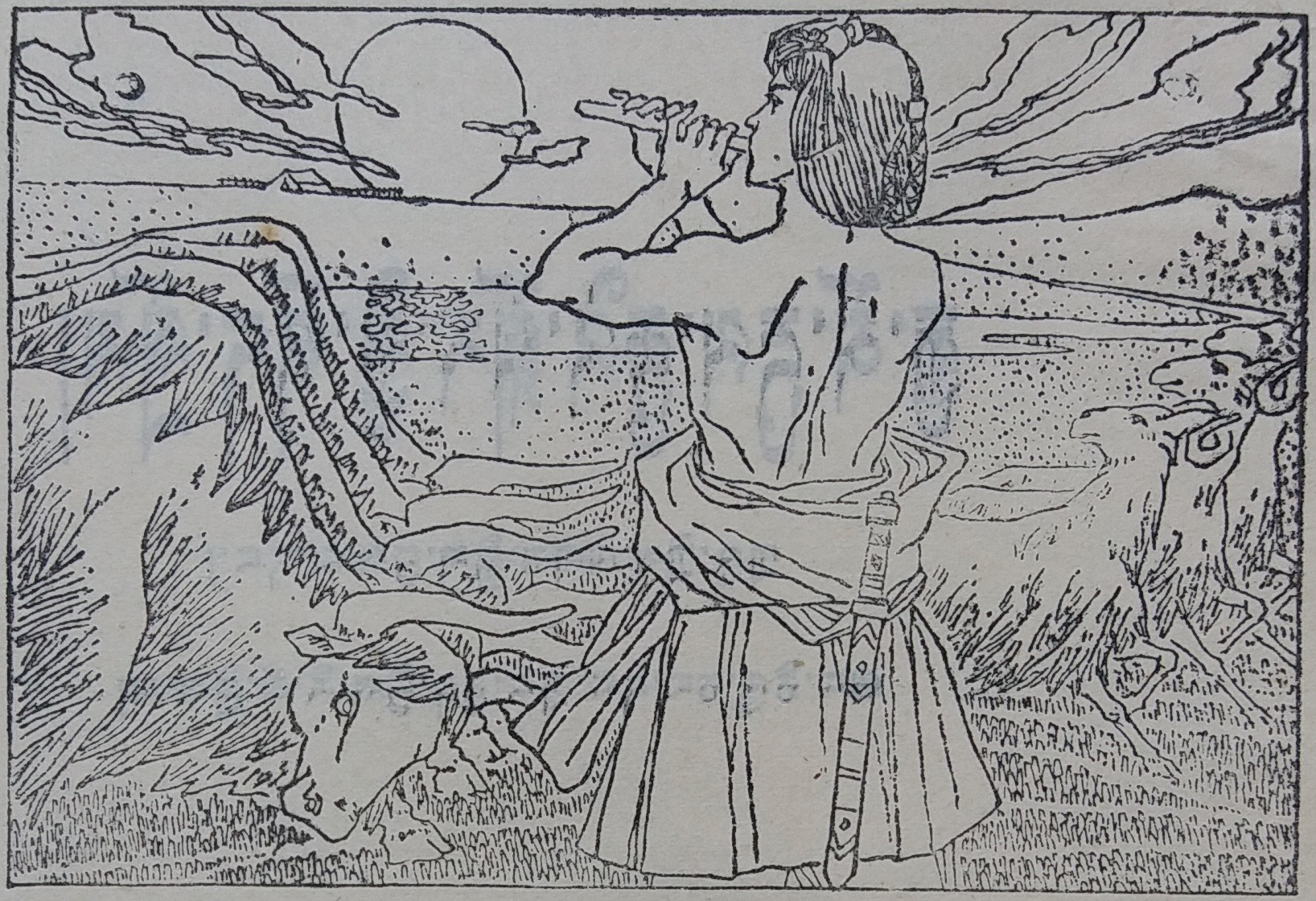
Uma ilustração para O Cisne, um livro ilustrado em tibetano publicado em 1982.

Wang viveu no Tibete na década de 1980, atuou como diretor de arte da região militar do Tibete. Em 1982, criou as ilustrações para dois livros ilustrados que contam os folclores tibetanos, A História de Akhu Tönpa e O Cisne. Com A Eternidade, uma pintura em madeira esculpida, ele ganhou o prémio de excelência criativa na quinta Exposição de Belas-Artes do Tibete em 1986.
Em 1988, Wang ganhou o prémio de honra do Concurso Nacional de Pintura de Género por sua obra O Enterro Celestial; e o terceiro prémio do Grande Concurso de Pintura Chinesa organizado na cidade de Shenzhen, pela Melodia de Outono nas Montanhas do Rrmea, em 1989. Sua obra Alto Outono, pela qual recebeu um prémio de excelência em 1993, foi aceita e incorporada na coleção da Academia de Poesia, Caligrafia e Pintura de Sujuão. Em 2002, O Planalto Dourado, uma pintura no estilo shanshui, foi exibida na Exposição Nacional de Pinturas Chinesas.
Em 2003, ele foi premiado pela obra Canto de Sutra (a.k.a. Praying; 220 × 126 cm)—uma pintura no estilo de «neo-shanshui»—com o prémio de excelência da Associação dos Artistas da China, quando foi apresentada na Grande Exposição de Pinturas Chinesas. Ele também participa cada ano na Ink and Wash Fucheng Invitational Art Exhibition, uma exposição anual realizada no distrito de Fucheng, Mianyang.

## Crítica
Zhang Shiying, pintor profissional de Cantão, ao falar das obras de Wang, declarou: «Uma sensação de frescura, devido à vista espaçosa e ao espírito livre; uma sensação de brilho, devido à ausência de desolação e melancolia».

## Galeria

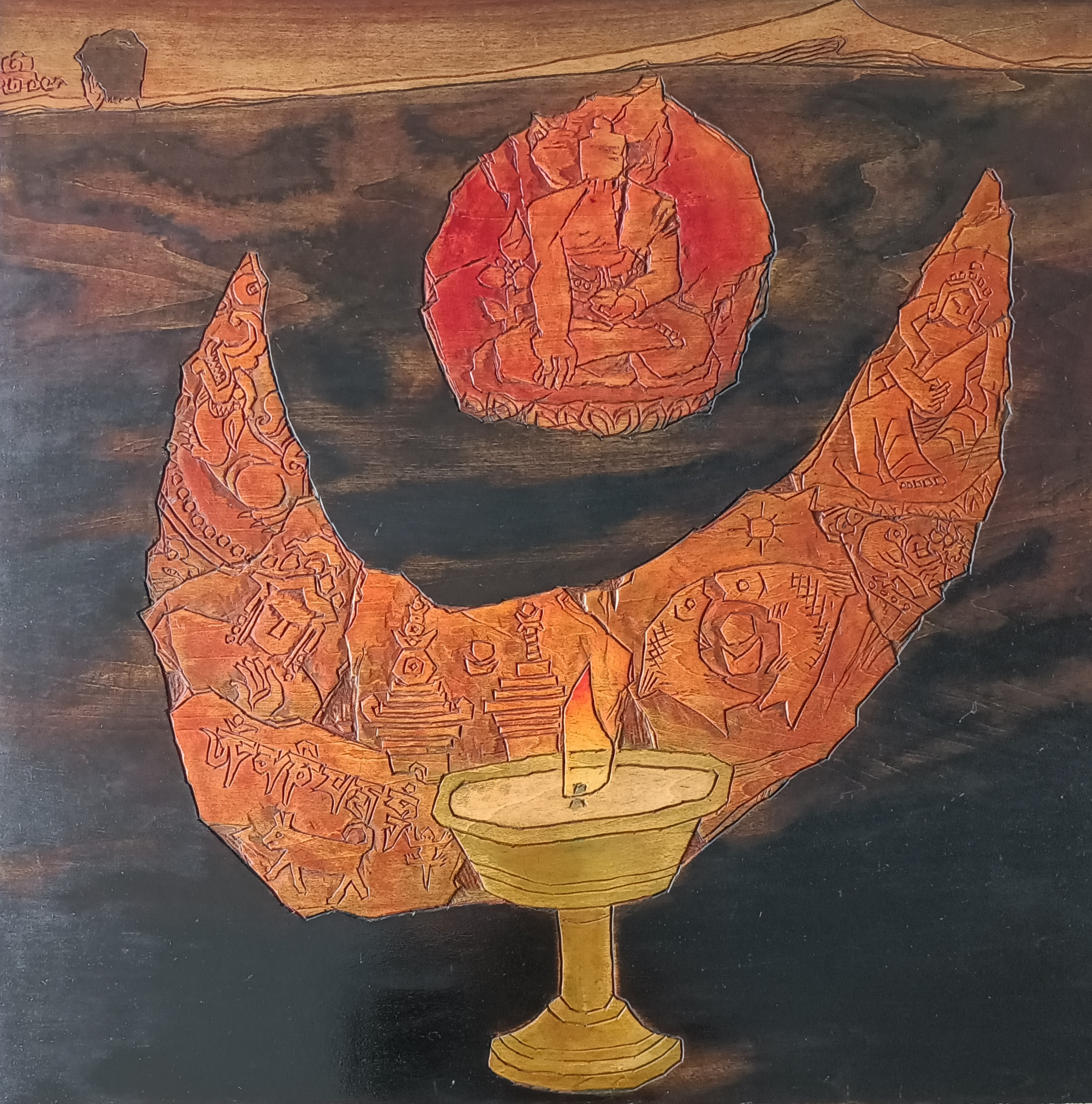
A Eternidade
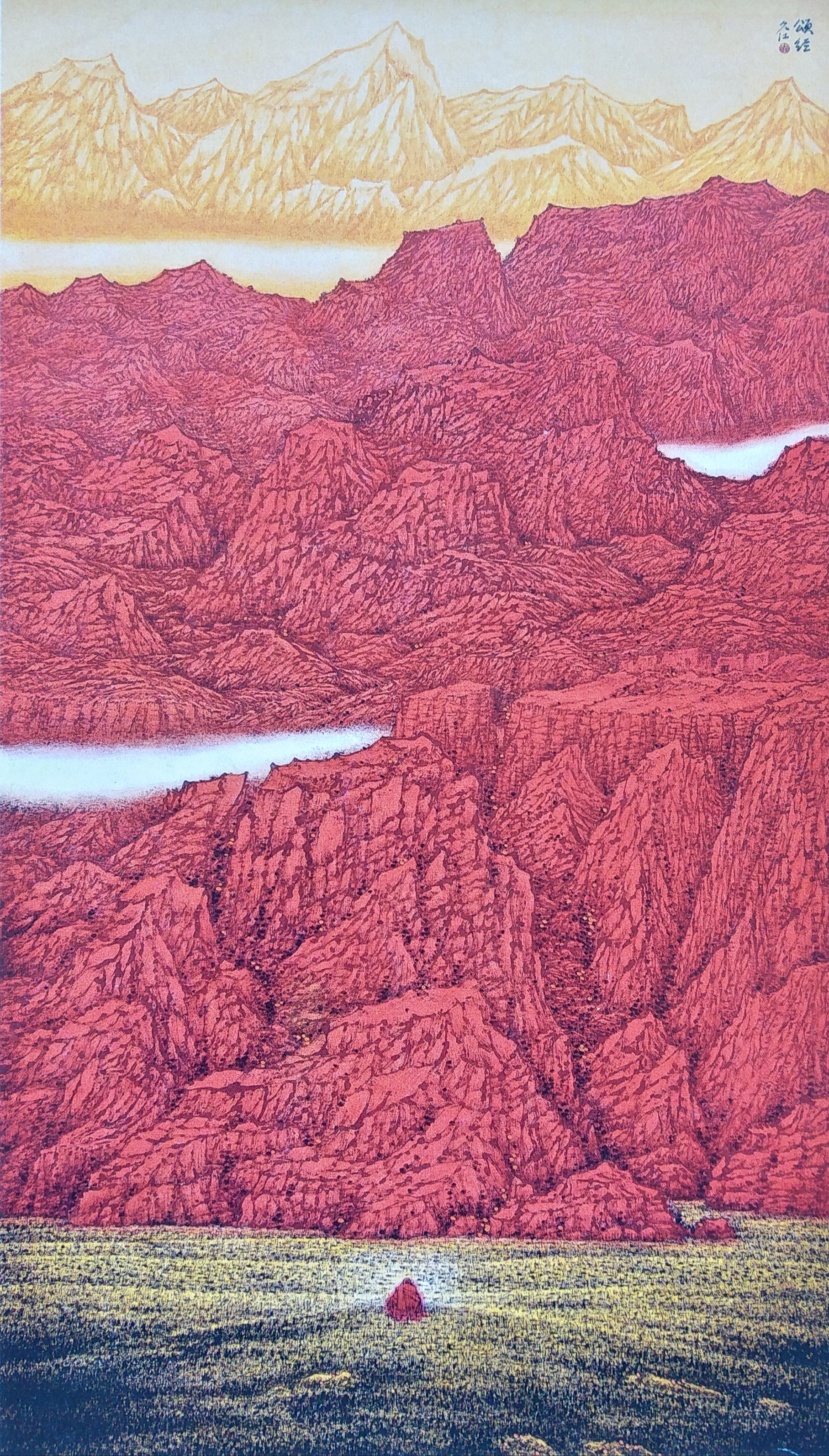
Canto de Sutra
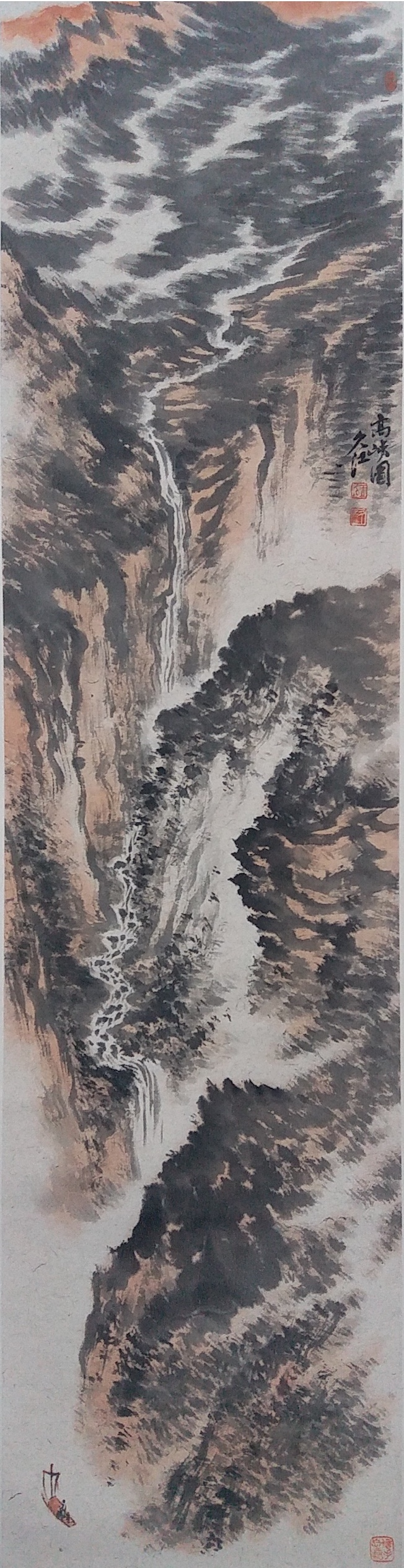
O Grande Canhão do Rio
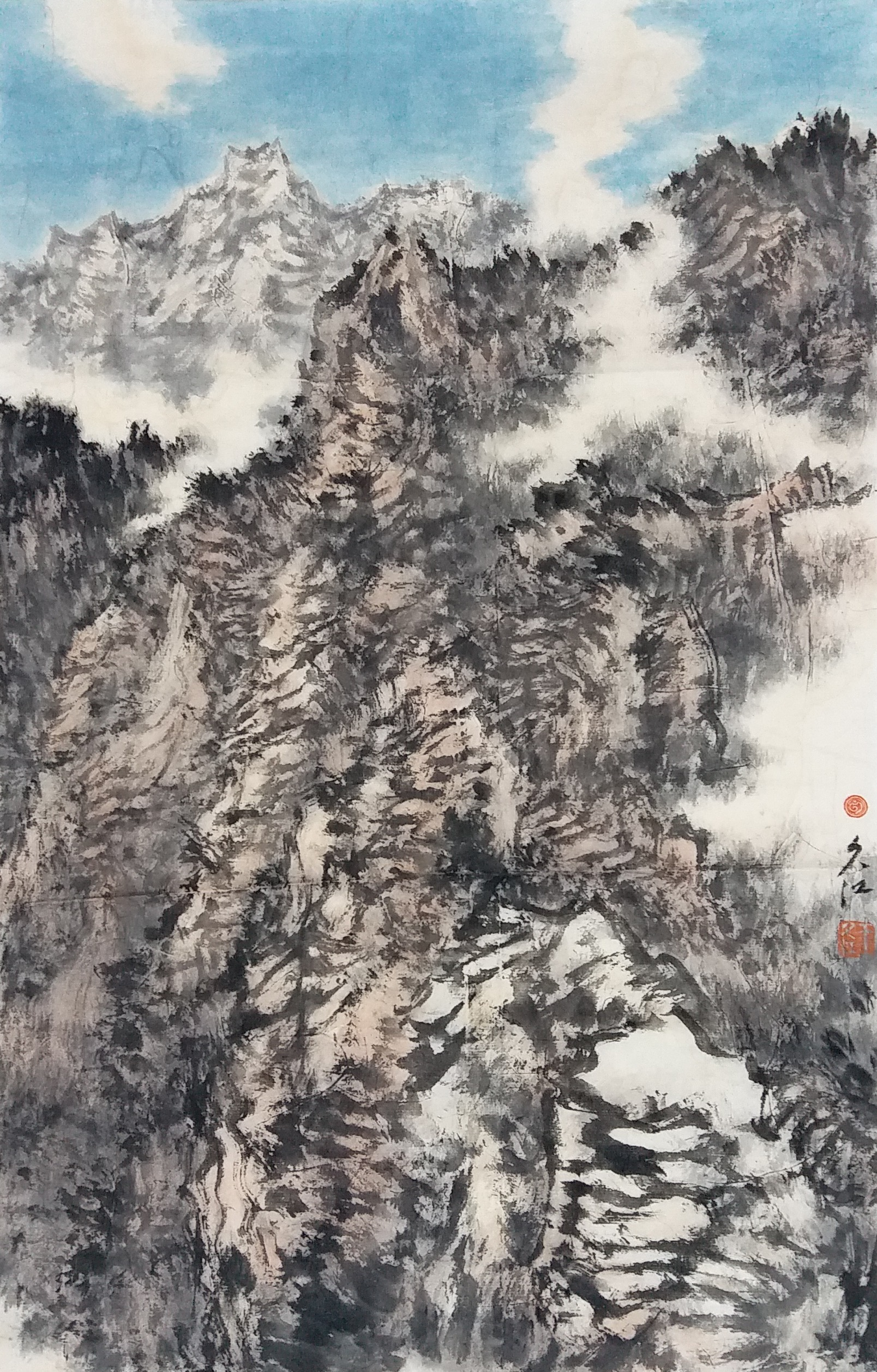
As Montanhas em Lung-nan
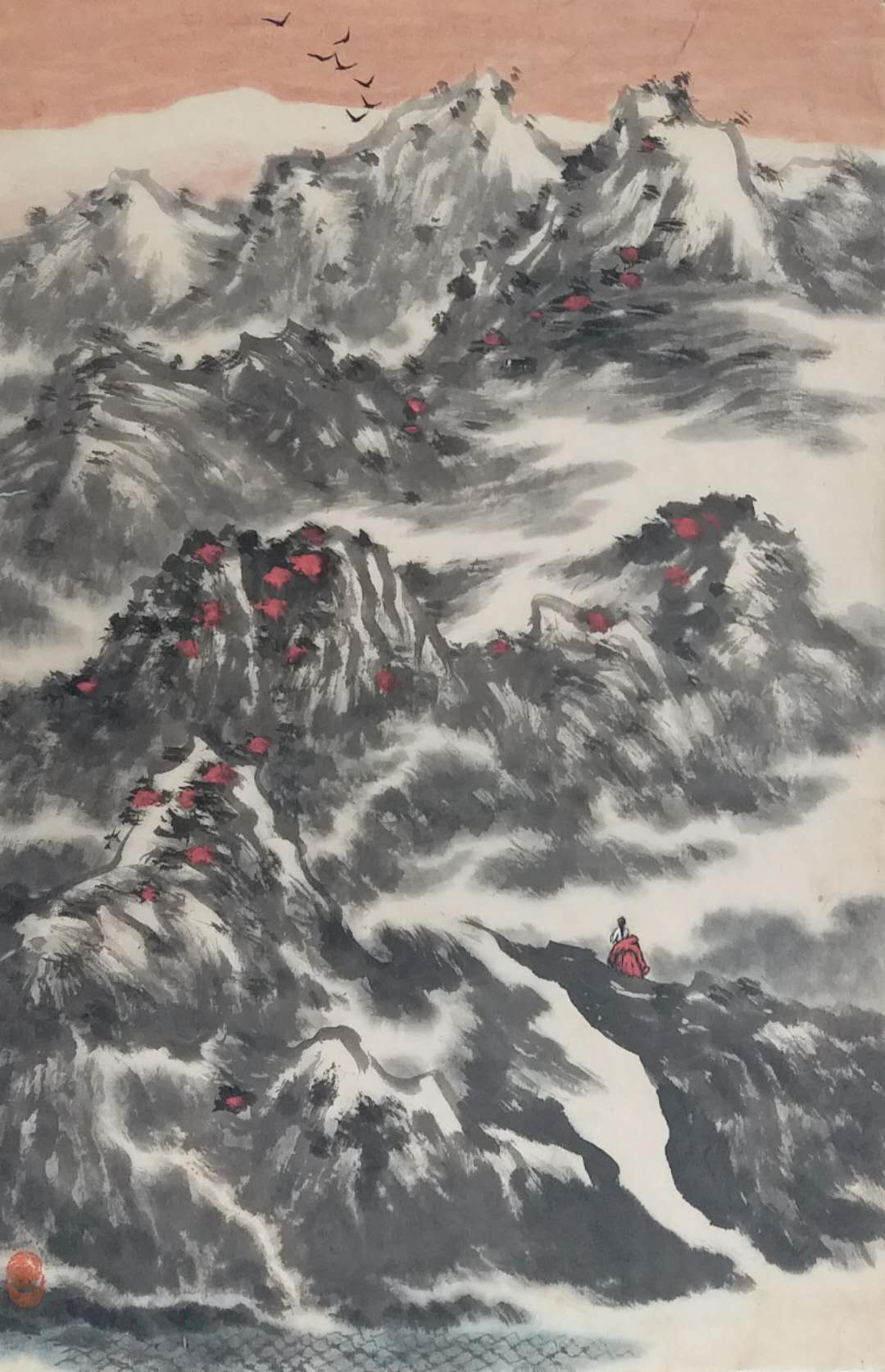
A Terra dos Falcões
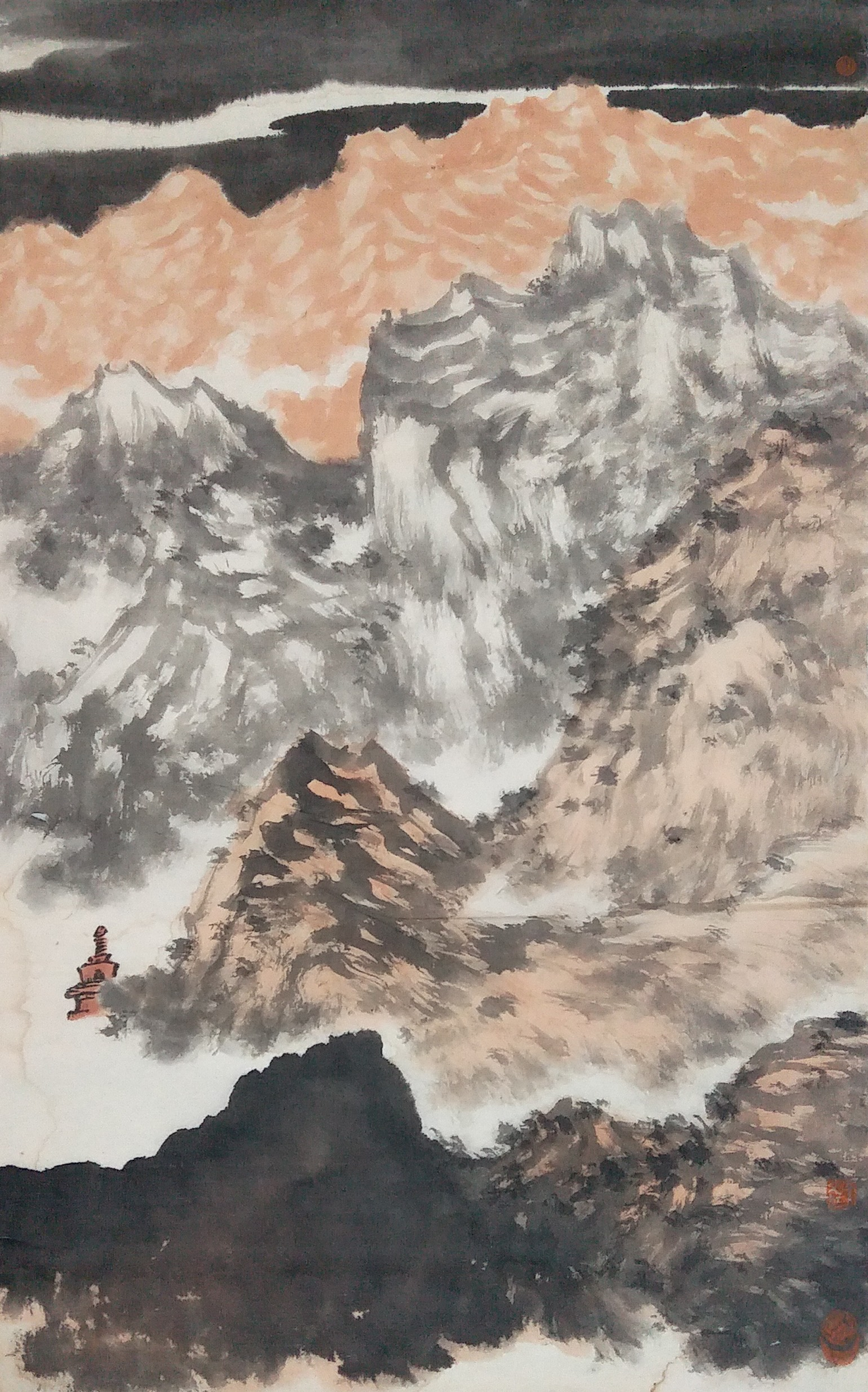
Paisagem Tibetana, nº 3
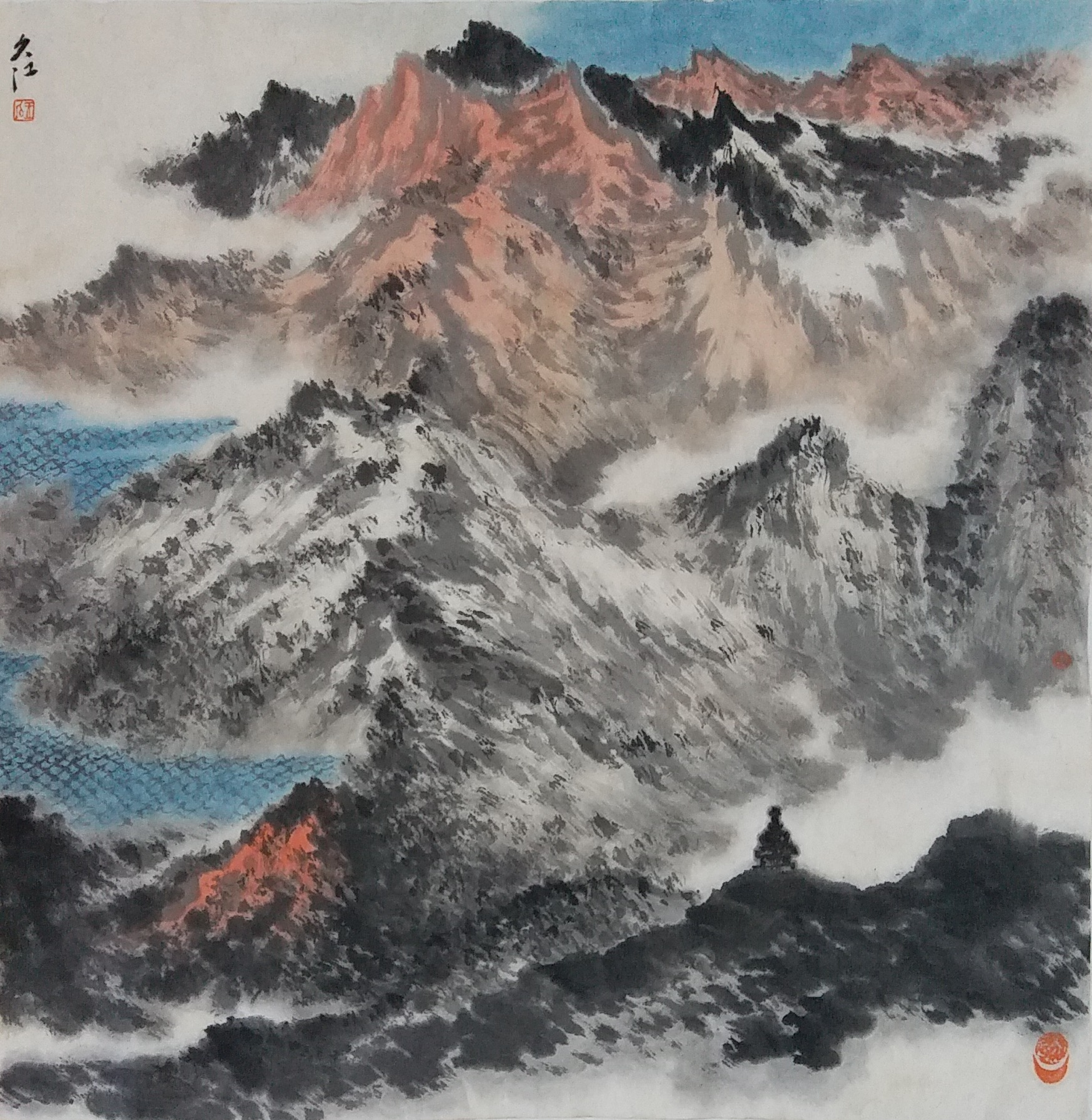
Paisagem Tibetana, nº 4
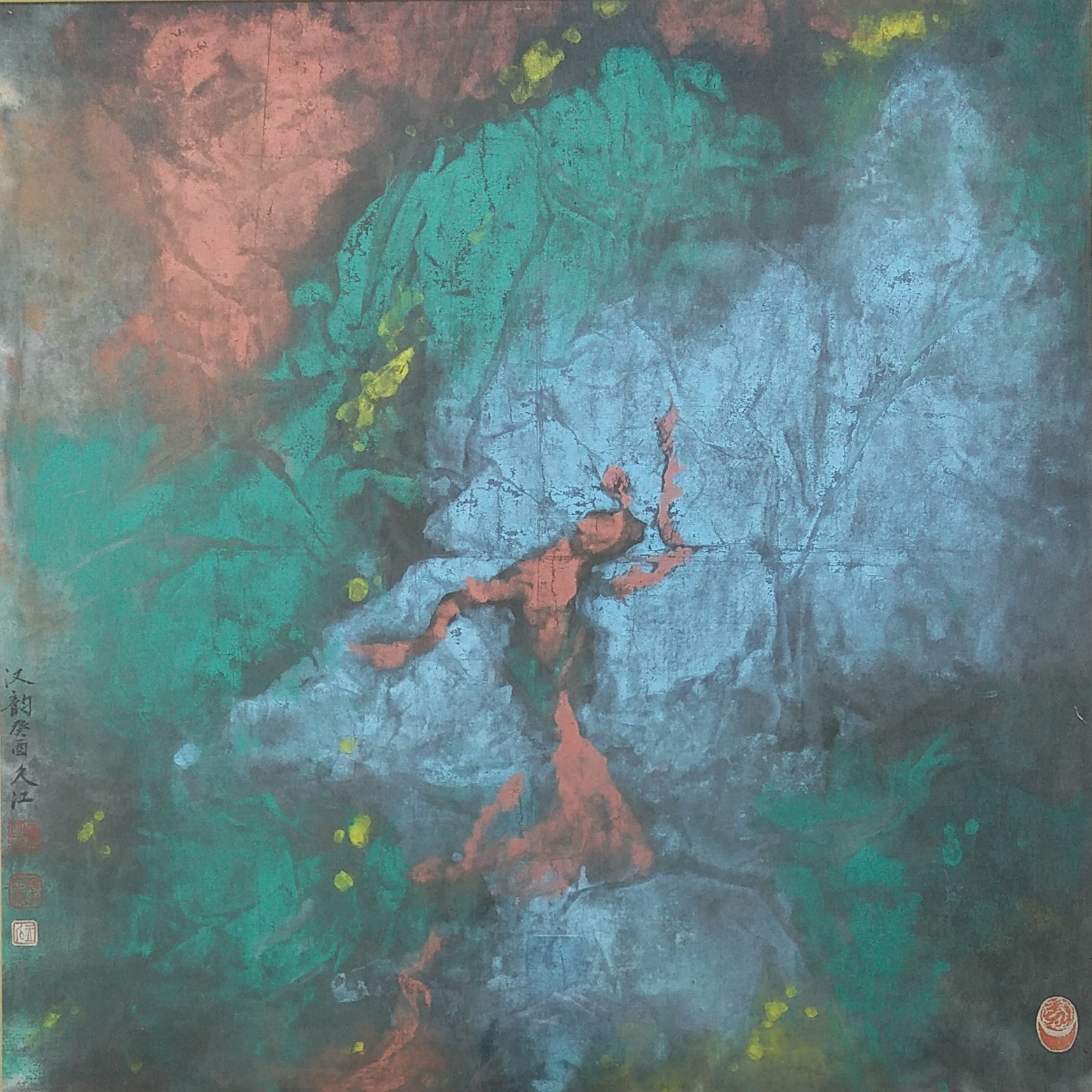
Os Ecos da Melodia da Dinastia Han
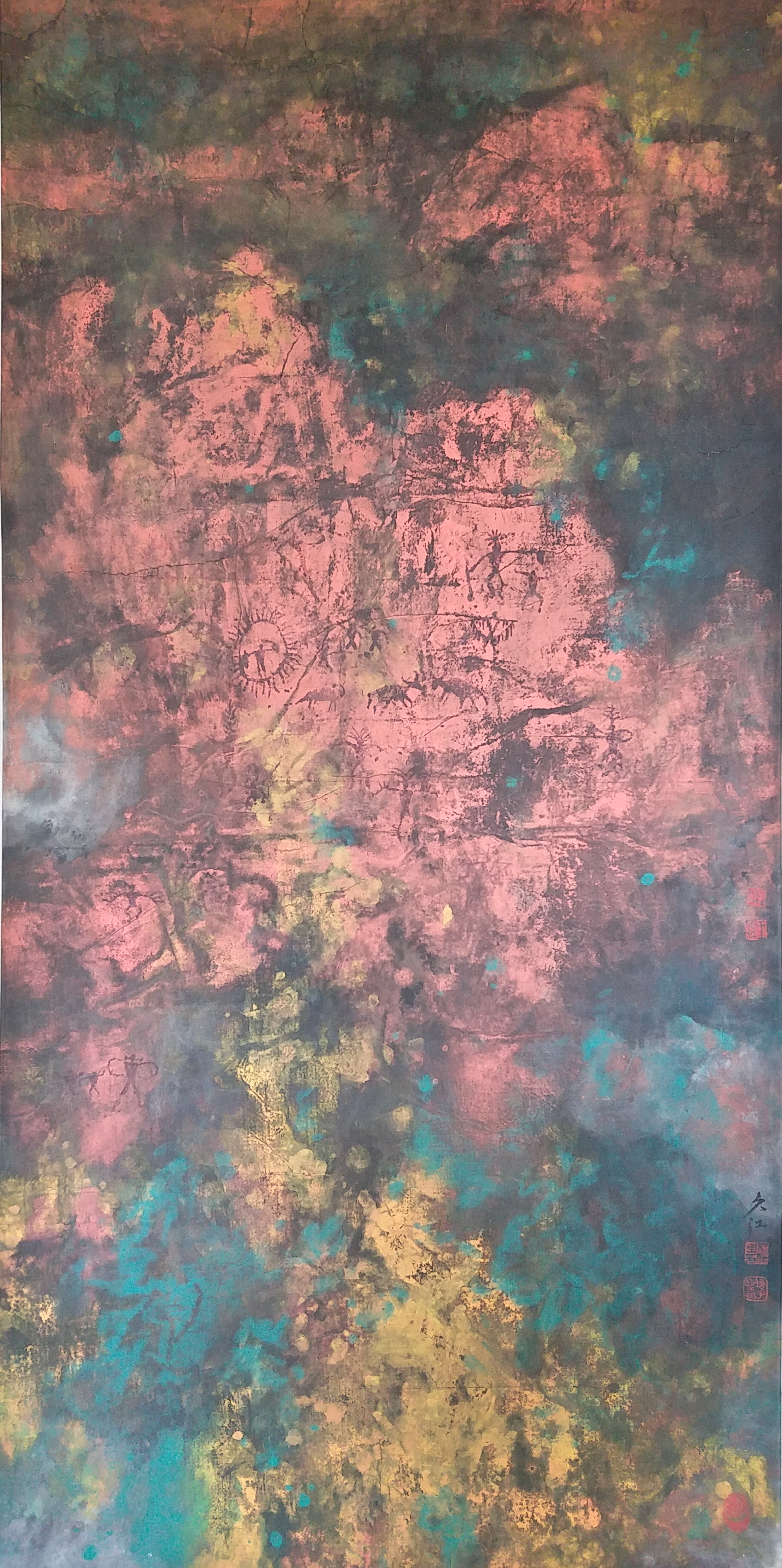
Totem Antigo
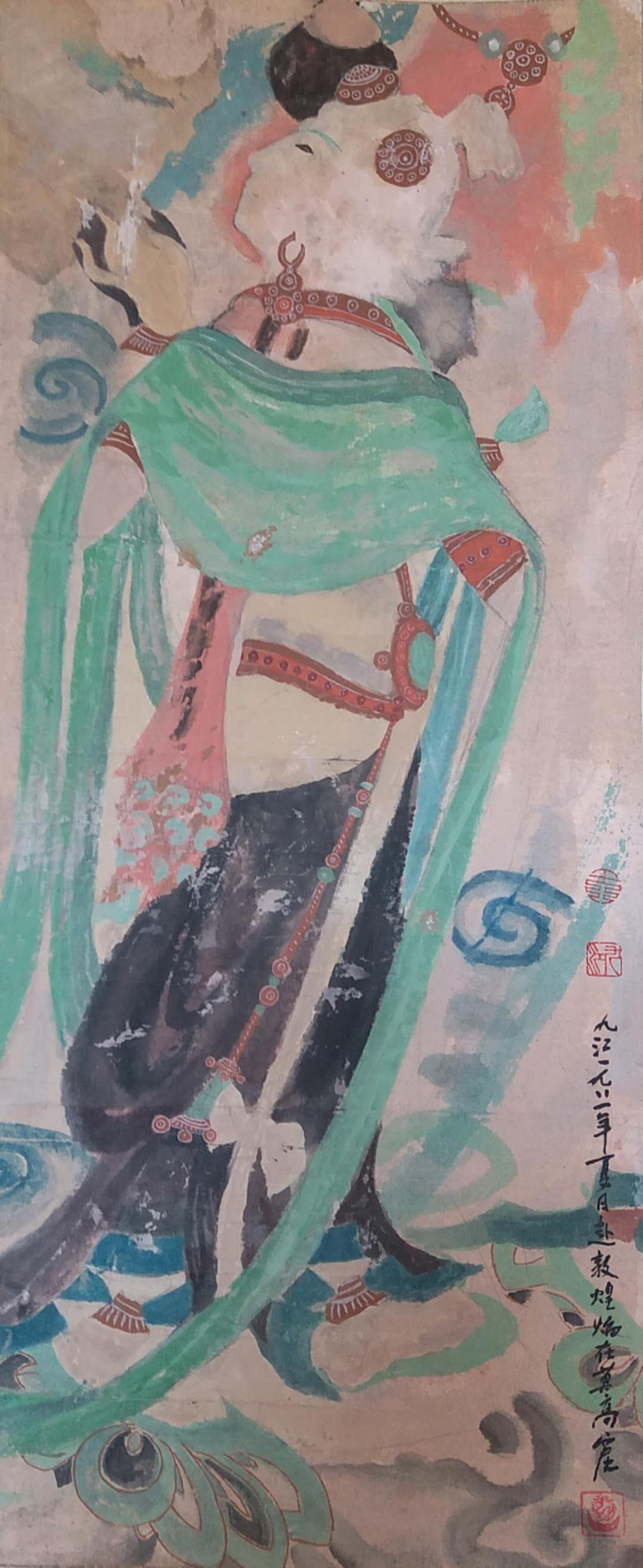
Réplica de um fresco de uma figura budista das grutas de Mo-kao
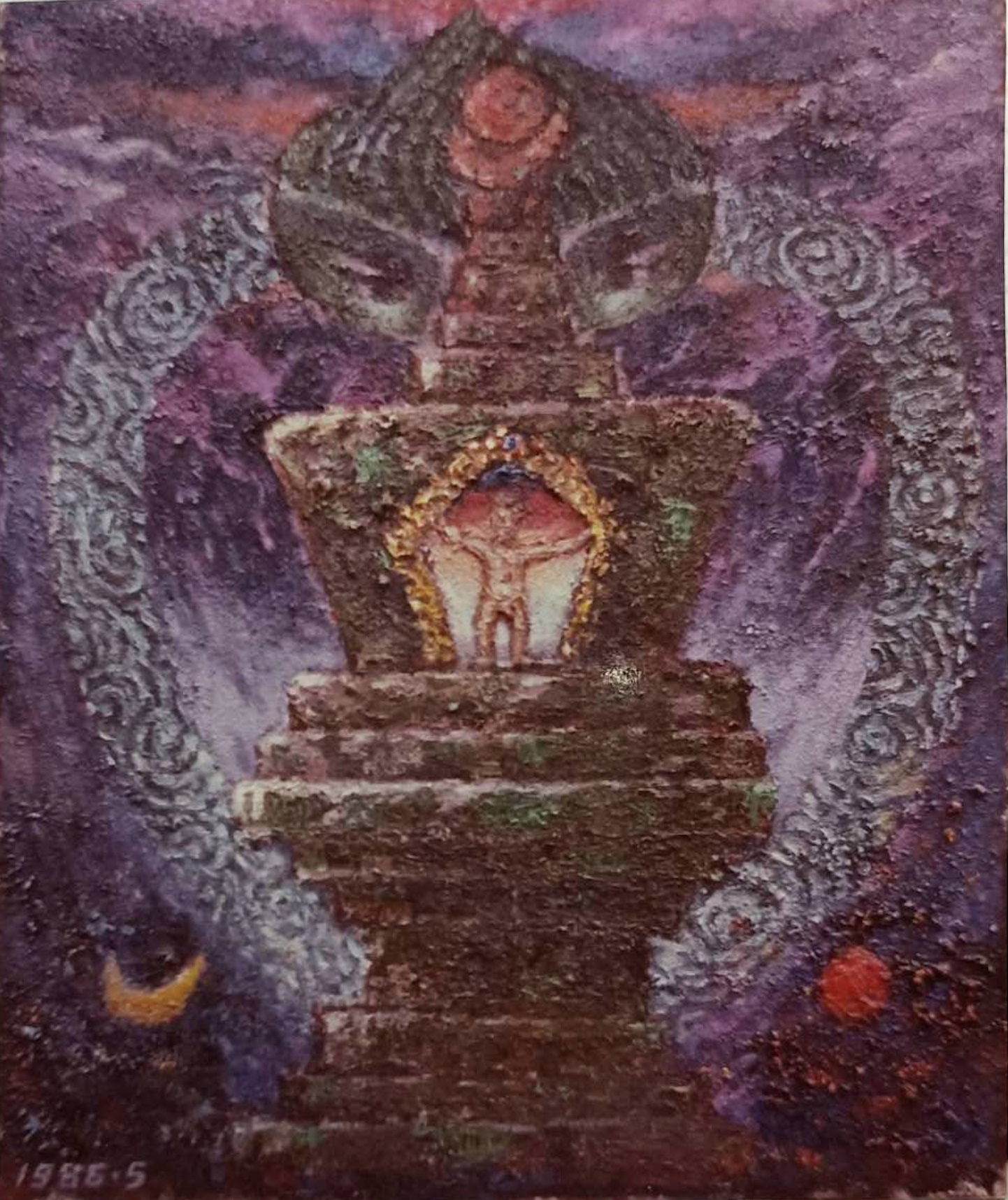
O Nascimento de Buda, óleo sobre papel, fotografia
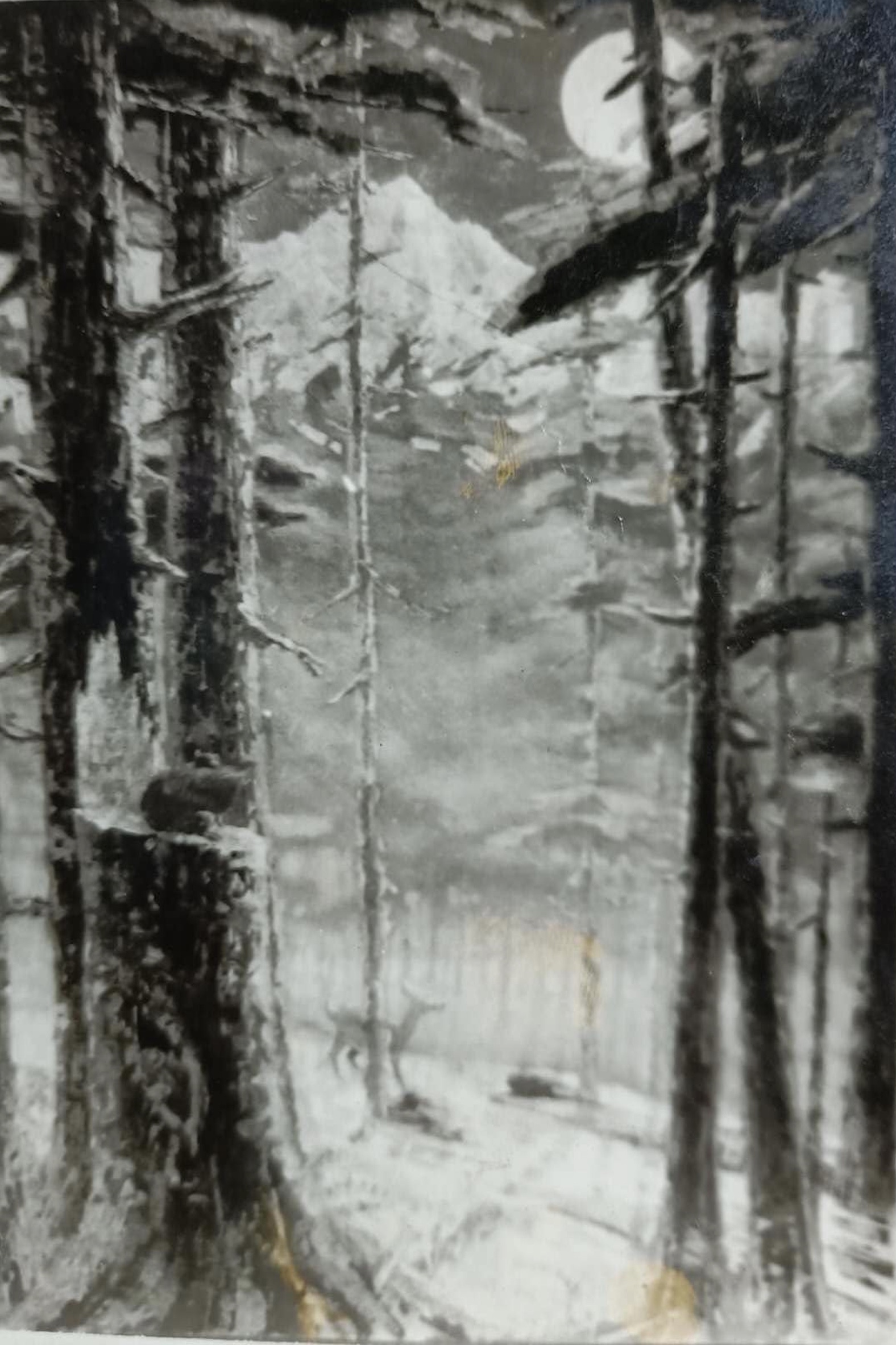
Noite Iluminada pela Lua, guache, foto em preto e branco